# NK Špansko Zagreb
NK Špansko je nogometni klub iz Zagreba. Osnovan je 16. veljače 1958. godine u zagrebačkom naselju Špansko. Natječe se u 4. NL NS Zagreb.

## Povijest
Klub je osnovan 1958. godine. Nosio je nazive Špansko Borac i Špansko CB.

### Uspjesi u prvenstvu
U SFR Jugoslaviji najbolje rezultate ostvario je 1965. godine i u razdoblju od 1984. do 1991. godine kada je napredovao do Hrvatske lige – Sjever (4. razred natjecanja). Od 1992. godine do 1998. godine nastupao je u 2. HNL. Najveći uspjeh je osvojeno drugo mjesto u skupini sjever 2. HNL 1992. godine.[nedostaje izvor]
Po sezonama:
- 2019./20.: 13./18. u 3. HNL – Središte[2]
- 2020./21.: 18./18. u 3. HNL – Središte[3]
- 2021./22.: ?/16. u 4. HNL – Središte, grupa A[1]

### Uspjesi u kupu
U više navrata je bio finalist i pobjednik kupa Zagrebačkog nogometnog saveza. Nekoliko puta je nastupio u završnom dijelu Hrvatskog nogometnog kupa. Najveći uspjeh je izborena osmina završnice u sezonama 1994./95.[nedostaje izvor], 1997./98.[nedostaje izvor] i 1999./2000.[nedostaje izvor] Poseban uspjeh su dvije ravnopravno odigrane kup utakmice u sezoni 1994./95. protiv splitskog Hajduka (1:1, 3:4).

### Krizne godine
Špansko je 2018./19. bio na rubu ispadanja iz niže lige, ali ga je preuzeo poznati hrvatski prvoligaški nogometaš Renato Jurčec, koji se specijalizirao za niželigaše. Preuzeo ga je u završnici prvenstva i spasio ga od ispadanja. Iz kluba je otišao početkom sezone 2019./20. s obzirom na poznate događaje oko organizacije kluba.

## Poznati igrači
- Željko Bogadi
- Damir Mužek
- Hrvoje Pipinić
- Branko Strupar[6]
- Ivan Šunjić
- Kristijan Sabolović